# Sandor Delgado
Sandor Delgado (* 15. März 1999 in Miami) ist ein US-amerikanischer Bahnradsportler.

## Sportliche Laufbahn
Der Vater von Sandor Delgado, Sandor Delgado sr., war als Radrennfahrer in seiner Heimat Kuba aktiv. Der Sohn begann mit elf Jahren mit dem Radsport auf der Radrennbahn von Cooper City in Florida. 2016 belegte er bei den panamerikanischen Bahnmeisterschaften der Junioren Rang drei in der Einerverfolgung. Im Jahr darauf errang er vier nationalen Juniorentitel, im Sprint, im Keirin, im 1000-Meter-Zeitfahren sowie mit Weston Giem und Zachary Gottesman im Teamsprint. In der Mannschaftsverfolgung wurde er Vize-Meister. Er startete zudem im Teamsprint der Elite und wurde mit Edward Horvet und Evan Thomson Dritter.
2018 wurde Sandor Delgado US-amerikanischer Meister im Sprint, 2019 im Teamsprint.

## Erfolge
2016
- Panamerikanische Junioren-Meisterschaften – Einerverfolgung

2017
- US-amerikanischer Junioren-Meister – Sprint, Keirin, 1000-Meter-Zeitfahren, Teamsprint (mit Weston Giem und Zachary Gottesman)

2018
- US-amerikanischer Meister – Sprint

2019
- US-amerikanischer Meister – Teamsprint (mit Evan Boone und Peter Bock)